# Ullensaker
Ullensaker is een gemeente in de Noorse provincie Akershus. De gemeente telde 35.102 inwoners in januari 2017. Ullensaker grenst aan de gemeenten Eidsvoll, Nes, Sørum, Gjerdrum en Nannestad. Sinds 1998 ligt de nationale luchthaven van Noorwegen in de gemeente. Het gemeentebestuur zetelt in Jessheim.

## Plaatsen in de gemeente
- Algarheim
- Borgen
- Jessheim
- Kløfta
- Nordkisa
- Sessvollmoen

Ås · Asker · Aurskog-Høland · Bærum · Eidsvoll · Enebakk · Frogn · Gjerdrum · Hurdal · Jevnaker · Lillestrøm · Lørenskog · Lunner · Nannestad · Nes · Nesodden · Nittedal · Nordre Follo · Rælingen · Ullensaker · Vestby

Voormalige gemeentes: Fet · Oppegård · Skedsmo · Ski · Sørum